# Rue du Cloître-Saint-Benoît
La rue du Cloître-Saint-Benoît est une ancienne rue de Paris, aujourd'hui disparue, située dans le quartier de la Sorbonne. Elle a disparu lors du percement de la rue des Écoles.

## Situation
La rue appartenait, juste avant la Révolution française, à la paroisse Saint-Benoît-le-Bétourné. Pendant la Révolution, la rue fait partie de la section de Chalier qui devient le quartier de la Sorbonne lors de la création de l'ancien 11e arrondissement en 1795. 
Cette rue commençait rue des Mathurins-Saint-Jacques (actuellement rue Du Sommerard) et finissait au passage Saint-Benoît-Saint-Jacques,.
Les numéros de la rue étaient noirs. Le dernier numéro impair était le no 23 et le dernier numéro pair était le no 26.

## Origine du nom
Elle portait ce nom car elle traversait le cloître de l'église Saint-Benoît-le-Bétourné.

## Historique

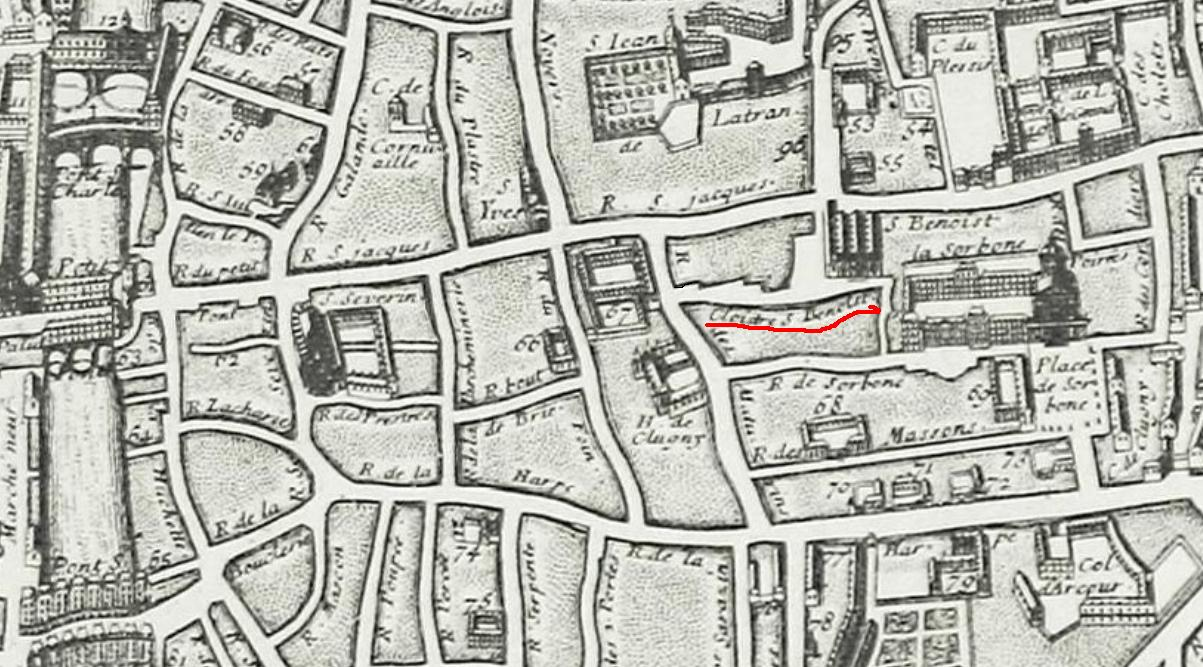
Plan partiel de 1713 de Jaillot ou apparait la rue du Cloitre-Saint-Benoit qui sera supprimée lors du percement, à Paris, de la rue des Écoles.

Appelée dans un acte de 1243 « rue André Machel », du nom d'un propriétaire. Elle prend le nom de « rue de l'Encloître Saint-Benoist », puis « rue du Cloître Saint-Benoît » du fait qu'elle dessert l'église Saint-Benoît-le-Bétourné.
Vers 1280-1300, elle est citée dans Le Dit des rues de Paris de Guillot de Paris sous la forme « en Cloistre Saint-Beneoit le bestourné ».
Elle est citée sous le nom de « Cloistre Saint Benoist » dans un manuscrit de 1636. 
En 1855, un décret déclare d'utilité publique le percement de la rue des Écoles. Pour ce faire, la rue du Cloître-Saint-Benoît est supprimée.
Vers 1875, ce n'était plus qu'un tronçon entre la rue Du Sommerard et la rue des Écoles et qui a désormais totalement disparu. Les nos 1, 3, 5 et 7 de la place Paul-Painlevé sont bâtis à l'emplacement de la partie nord de la rue. Le grand amphithéâtre de la Sorbonne occupe la partie sud de la rue.